# Joseph Aubert (Maler)

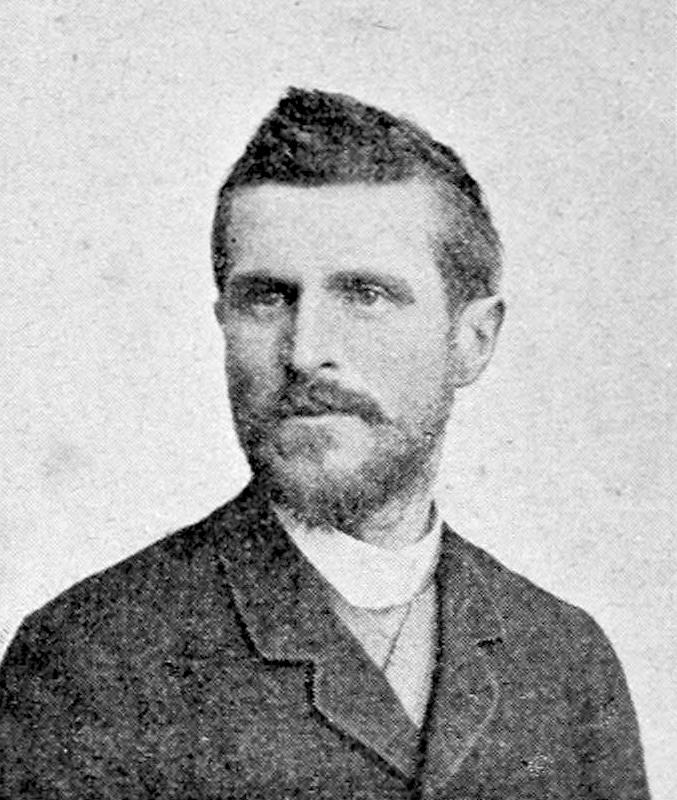
Joseph Aubert

Joseph-Jean-Félix Aubert, genannt Joseph Aubert (* 20. August 1849 in Nantes, Département Loire-Atlantique; † Mai 1924 in Neuilly-sur-Seine, Département Hauts-de-Seine) war ein französischer Maler. 

## Leben und Wirken
Seinen ersten künstlerischen Unterricht bekam Aubert an einer Zeichenschule in seiner Heimatstadt. Durch die Fürsprache und Vermittlung seiner Lehrer konnte er später in Paris an die École des Beaux-Arts wechseln. Dort wurde meistenteils durch Alexandre Cabanel unterrichtet. 
An den großen jährlich stattfindenden Ausstellungen des Salon de Paris nahm Aubert regelmäßig teil. 
Die zwei wichtigsten Themen in Auberts Œuvre waren geschichtlicher und religiöser Natur. Mit seinem Werk „Les noyades de Nantes en 1793“ schildert er die Auswüchse der Schreckensherrschaft von Jean-Baptiste Carrier während des Aufstands der Vendée. Mit seinen religiösen Bilder erzählt er u. a. die Wunder Jesu; z. B. das Wunder der Brotvermehrung in „Multiplication des pains“. 

## Werke (Auswahl)
- Les noyades de Nantes en 1793. 1881.
- Multiplication des pains. 1916.
- Remise des clefs à saint Pierre. 1917.